# بردگوری محمودآباد۲
بردگوری محمودآباد۲ مربوط به دوره اشکانیان - دوره ساسانیان است و در شهرستان کوهرنگ، بخش بازفت، دهستان بازفت، شمالشرق روستای محمودآباد واقع شده و این اثر در تاریخ ۱۲ شهریور ۱۳۸۶ با شمارهٔ ثبت ۱۹۵۱۵ به‌عنوان یکی از آثار ملی ایران به ثبت رسیده است.